# Apamea sylvicola
Apamea sylvicola är en fjärilsart som beskrevs av Eduard Friedrich Eversmann 1843. Apamea sylvicola ingår i släktet Apamea och familjen nattflyn. Inga underarter finns listade i Catalogue of Life.